# Orquestra de la Policia d'Israel

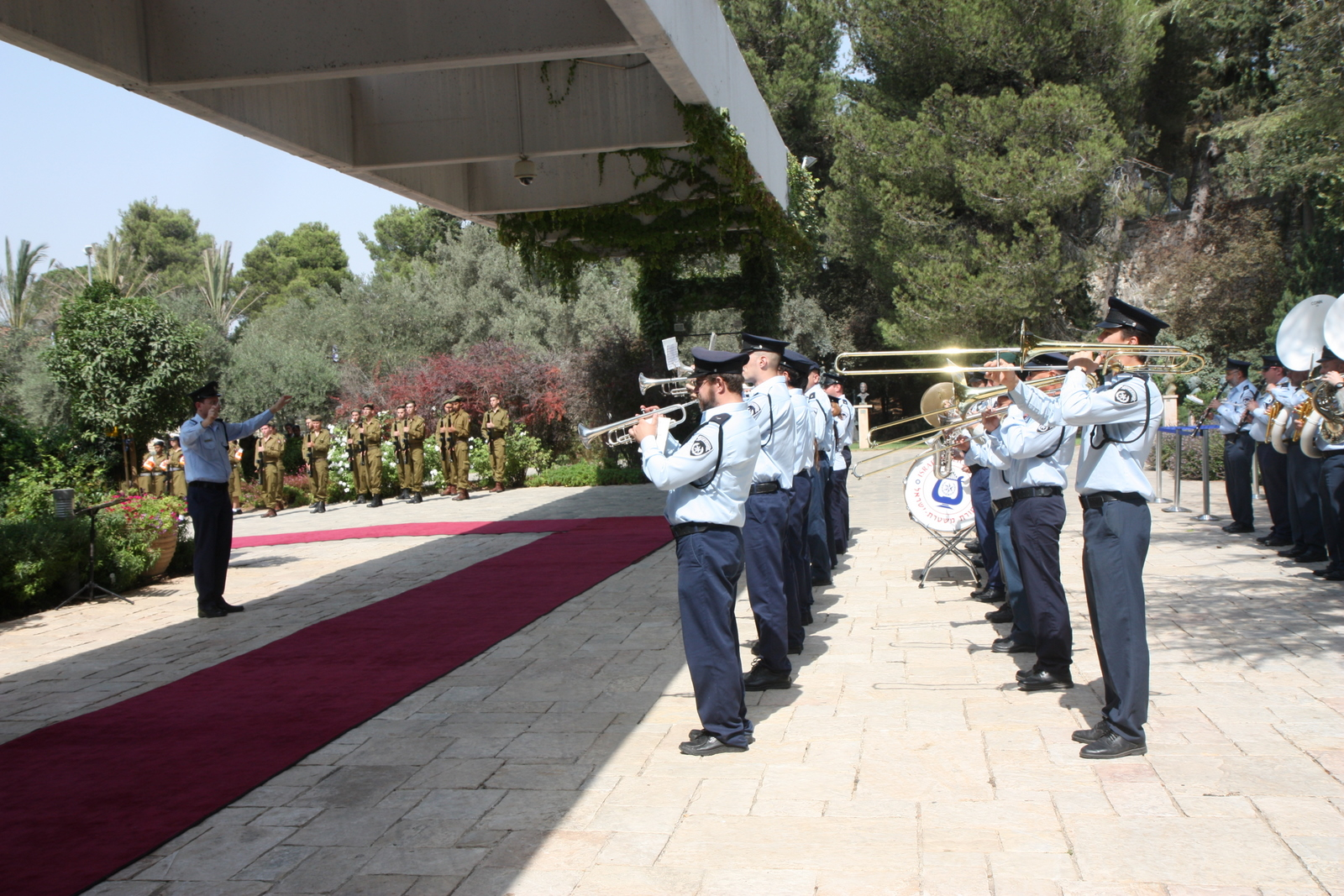
Banda musical de la policia israeliana.

L'Orquestra de la Policia d'Israel (hebreu: תזמורת משטרת ישראל‎, Tizmoret Misteret Yisrael) és la banda musical de la policia israeliana, la banda participa en les cerimònies policials, així com les cerimònies oficials de l'Estat, en esdeveniments municipals i en diverses celebracions comunitàries.
La banda de música de la policia palestina es va fundar en 1921. La banda de la policia d'Israel, es va formar poc després de l'establiment de l'Estat de Israel en el territori del Mandat Britànic de Palestina. Aubrey Silver, un músic jueu de Londres, va ser director de la banda des de 1921 fins a la seva mort en 1944. Naphtali Grabow va ocupar aquest mateix càrrec des de 1944 fins a 1961. Menashe Lev va ser el director de l'orquestra en 2008. El director actual és Vadim Musnikov.